# Idaea actiosaria
Idaea actiosaria là một loài bướm đêm trong họ Geometridae.